# Нуйкина, Людмила Ивановна
Людмила Ивановна Нуйкина (р. 23 октября 1936, Восточно-Казахстанская область, Казахская АССР) — российская разведчица-нелегал, полковник Службы внешней разведки в отставке.

## Биография
Родилась 23 октября 1936 года в селе Верх-Уба Шемонаихинского района Восточно-Казахстанской области Казахской АССР (ныне — Казахстан).
Окончив в 1956 году медицинское училище в Усть-Каменогорске, 5 лет проработала фельдшером-акушеркой в родном селе. В 1960 году вышла замуж за Виталия Нуйкина, с которым прожила 38 лет до его кончины в 1998 году.
С 1964 года служила в Управлении «С» (нелегальная разведка) Первого главного управления (ПГУ, внешняя разведка) Комитета государственной безопасности (КГБ) при Совете Министров СССР — КГБ СССР — Службе внешней разведки Российской Федерации (СВР России). Прошла курс спецподготовки разведчика-нелегала, в совершенстве овладев французским, испанским и английским языками.
Вместе с мужем до 1986 года работала в более чем 18 странах мира. Принимала непосредственное участие в выполнении ряда конкретных оперативных заданий Центра. Супружеская пара разведчиков-нелегалов Нуйкиных успешно решала большой комплекс стоящих перед разведкой задач. Трудились в государствах с жестким административно-полицейским режимом в условиях, сопряженных с риском для жизни. Мужественно преодолевали все трудности. Работая «под прикрытием» как выходцы из франкоязычных стран, осуществляли деятельность в странах Африки, Юго-Востояной Азии и во Франции.
Специализировались на промышленной разведке. В 1960-е годы смогли достать и переправить в СССР технологию производства буров для бурения нефтяных и газовых скважин. В результате применения этой технологии прочность буров увеличилась, и такие буры стали эксплуатироваться 3—4 суток вместо 3—4 часов работы буров, которые ранее производились в СССР. Производительность нефтяных и газовых месторождений увеличилась в несколько раз, а экономия многократно превысила расходы на работу за границей десятков нелегальных разведчиков.
В 1970-е годы зарегистрировали фирму во Франции, похитили военно-промышленные секреты для советского ракетно-космического комплекса, вели сбор информации о военно-политической обстановке в Западной Европе..
Действовали разными методами. Например, могли выносить с работы приборы в больших сумках. Смогли достать и переправить в СССР первые компьютеры.
Зарекомендовала себя находчивым и решительным сотрудником. Оказывала действенную помощь мужу в разведывательной деятельности в особых условиях. За мужество и героизм при выполнении специальных заданий награждена орденом Красной Звезды (за добычу материалов иностранной секретной военной разработки) и медалью «За отвагу».
В связи с предательством полковника ПГУ КГБ СССР Олега Гордиевского супруги Нуйкины были вынуждены вернуться в СССР и продолжили успешно трудиться в центральном аппарате внешней разведки.
С 2006 года полковник Л. И. Нуйкина — в отставке.
Выйдя в отставку, продолжала участвовать в подготовке и воспитании молодых сотрудников нелегальной разведки.
Живёт в Москве.
28 января 2020 года директор СВР России С. Е. Нарышкин на пресс-конференции в МИА «Россия сегодня» назвал имена российских разведчиков-нелегалов, внёсших своей героической работой весомый вклад в обеспечение безопасности страны и защиту её интересов. Среди названных был и Виталий Нуйкин. Данные о принадлежности Людмилы Ивановны к нелегальной разведке были официально оглашены СВР ещё в сентябре 2017 года, а в 2019 году у неё взял интервью российский телеведущий Сергей Брилёв (имя супруга Людмилы Ивановны не называлось).

## Личная жизнь
Супруг — Нуйкин, Виталий Алексеевич (1939—1998) — советский и российский разведчик-нелегал, полковник Службы внешней разведки в отставке. У супругов Нуйкиных двое сыновей — Юрий и Андрей, двое внуков и две внучки. Сын Юрий Витальевич Нуйкин — полковник. Сын Андрей Витальевич Нуйкин (род. 5 декабря 1976) закончил Военный институт правительственной связи — состоянию на 2020 год работает начальником отдела обеспечения безопасности информационных систем горно-металлургической компании Евраз.

## Награды
- Орден Красной Звезды;
- Медаль «За отвагу» (06.06.1984);
- медали СССР и Российской Федерации;
- ведомственные награды СВР России.